# Relation symétrique
 (signalé en juillet 2025).
Si vous disposez d'ouvrages ou d'articles de référence ou si vous connaissez des sites web de qualité traitant du thème abordé ici, merci de compléter l'article en donnant les références utiles à sa vérifiabilité et en les liant à la section « Notes et références ».
- Archive Wikiwix
- Bing
- Cairn
- DuckDuckGo
- E. Universalis
- Gallica
- Google
- G. Books
- G. News
- G. Scholar
- Persée
- Qwant
- (zh) Baidu
- (ru) Yandex
- (wd) trouver des œuvres sur Wikidata

Pour les articles homonymes, voir Relation et Symétrique.
En mathématiques, une relation (binaire, interne) R sur un ensemble E est dite symétrique si elle vérifie :
{\displaystyle \forall x,y\in E,xRy\Rightarrow yRx,}
ou encore, si elle est égale à sa relation réciproque.
Exemples :
- les relations d'équivalence sont les préordres symétriques ;
- sur l'ensemble des entiers, la relation « forme un produit pair avec » est symétrique, car la multiplication des entiers est commutative.

La clôture symétrique d'une relation R est la relation (sur le même ensemble) dont le graphe est l'union de ceux de R et de sa réciproque. C'est la plus petite (au sens de l'inclusion des graphes) relation symétrique contenant R.